# Lijst van rijksmonumenten in Waadhoeke
De gemeente Waadhoeke telt 510 inschrijvingen in het rijksmonumentenregister. Hieronder een overzicht. Bij de meerderheid van de monumenten (414 van de 510) moet doorgeklikt worden naar aparte lijsten. Dit betreft plaatsen met acht of meer monumenten. De overige 96 monumenten zijn te vinden in onderstaande kaart en tabellen.
| 8 of meer monumenten        |
| --------------------------- |
| Achlum — Lijst              |
| Dongjum — Lijst             |
| Dronrijp — Lijst            |
| Firdgum — Lijst             |
| Franeker — Lijst            |
| Marssum — Lijst             |
| Menaldum — Lijst            |
| Minnertsga — Lijst          |
| Pietersbierum — Lijst       |
| Sexbierum — Lijst           |
| Sint Annaparochie — Lijst   |
| Sint Jacobiparochie — Lijst |
| Tzum — Lijst                |
| Tzummarum — Lijst           |
| Vrouwenparochie — Lijst     |

## Achlum
De plaats Achlum telt 29 inschrijvingen in het rijksmonumentenregister. Zie Lijst van rijksmonumenten in Achlum voor een overzicht.

## Baijum
De plaats Baijum telt 2 inschrijvingen in het rijksmonumentenregister.
| Object                           | Oorspronkelijke functie?  | Bouwjaar                 | Architect                                 | Locatie           | Coördinaten?                 | Nr.?   | Afbeelding        |
| -------------------------------- | ------------------------- | ------------------------ | ----------------------------------------- | ----------------- | ---------------------------- | ------ | ----------------- |
| Kerk van Baijum (Hervormde Kerk) | Kerk en kerkonderdeel     | 1865 (toren) 1876 (kerk) | B.J. Sitema (1865) S. van der Veen (1876) | Alde Dyk 2        | 53° 9' 52" NB, 5° 37' 58" OL | 21528  | Meer afbeeldingen |
| Windmotor Baijum                 | Industrie- en poldermolen | ca. 1935                 |                                           | bij Kleasterwei 7 | 53° 9' 36" NB, 5° 38' 8" OL  | 516366 | Meer afbeeldingen |

## Beetgum
De plaats Beetgum telt 7 inschrijvingen in het rijksmonumentenregister.
| Object                                         | Oorspronkelijke functie? | Bouwjaar                            | Architect | Locatie                     | Coördinaten?                  | Nr.?  | Afbeelding                      |
| ---------------------------------------------- | ------------------------ | ----------------------------------- | --------- | --------------------------- | ----------------------------- | ----- | ------------------------------- |
| Hervormde kerk, voorm. pastorie                | Woonhuis                 | ca. 1850                            |           | Buorren 28                  | 53° 14' 13" NB, 5° 41' 17" OL | 28570 | Hervormde kerk, voorm. pastorie |
| Sint-Martinuskerk. Hervormde kerk en toren     | Kerk en kerkonderdeel    | 16e eeuw (toren) 1669 (herb. schip) |           | Buorren 13                  | 53° 14' 14" NB, 5° 41' 14" OL | 28571 | Meer afbeeldingen               |
| Eenvoudig pand onder zadeldak tussen topgevels | Woonhuis                 | 1726                                |           | Slachtersrige 6             | 53° 14' 12" NB, 5° 41' 16" OL | 28572 | Meer afbeeldingen               |
| Terp                                           | Archeologisch monument   | begin jaartelling                   |           | ten noorden van de kerk     | 53° 14' 16" NB, 5° 41' 13" OL | 45681 | Upload foto                     |
| Terp                                           | Archeologisch monument   | begin jaartelling                   |           | tussen N383 en Hillige Kamp | 53° 14' 7" NB, 5° 41' 4" OL   | 45682 | Upload foto                     |
| Terp                                           | Archeologisch monument   | begin jaartelling                   |           | bij Fjouwerhûs 3            | 53° 13' 48" NB, 5° 40' 47" OL | 45683 | Terp                            |
| Hege wier van Beetgum                          | Archeologisch monument   | begin jaartelling                   |           | Sânwei                      | 53° 13' 51" NB, 5° 39' 52" OL | 45684 | Meer afbeeldingen               |

## Beetgumermolen
De plaats Beetgumermolen telt 2 inschrijvingen in het rijksmonumentenregister.
| Object                                                                                       | Oorspronkelijke functie? | Bouwjaar | Architect | Locatie              | Coördinaten?                  | Nr.?   | Afbeelding                                                                                   |
| -------------------------------------------------------------------------------------------- | ------------------------ | -------- | --------- | -------------------- | ----------------------------- | ------ | -------------------------------------------------------------------------------------------- |
| Kop-hals-rompboerderij met lang voorhuis met omlijste ingang met pilasters in de lange gevel | Boerderij                | ca. 1870 |           | Dyksterhuzen 32      | 53° 13' 52" NB, 5° 43' 29" OL | 28573  | Kop-hals-rompboerderij met lang voorhuis met omlijste ingang met pilasters in de lange gevel |
| Gereformeerde kerk en toren                                                                  | Kerk en kerkonderdeel    | 1924-'25 | A. Nauta  | J.H. van Aismawei 11 | 53° 14' 9" NB, 5° 42' 16" OL  | 508683 | Meer afbeeldingen                                                                            |

## Berlikum
De plaats Berlikum telt 8 inschrijvingen in het rijksmonumentenregister.
| Object                                                              | Oorspronkelijke functie?  | Bouwjaar          | Architect | Locatie                                   | Coördinaten?                  | Nr.?  | Afbeelding        |
| ------------------------------------------------------------------- | ------------------------- | ----------------- | --------- | ----------------------------------------- | ----------------------------- | ----- | ----------------- |
| Voorm. Hemmemapoort                                                 | Bijgebouwen kastelen enz. |                   |           | It Skil 13                                | 53° 14' 42" NB, 5° 39' 5" OL  | 28574 | Meer afbeeldingen |
| Koepelkerk (Hervormde kerk)                                         | Kerk en kerkonderdeel     | 1777-'79          | W. Douwes | Tsjerkestrjitte 2                         | 53° 14' 35" NB, 5° 38' 39" OL | 28576 | Meer afbeeldingen |
| Doopsgezinde kerk                                                   | Kerk en kerkonderdeel     | 1841              |           | Vermaningsstrjitte 3                      | 53° 14' 40" NB, 5° 39' 5" OL  | 28577 | Meer afbeeldingen |
| De Kievit                                                           | Industrie- en poldermolen | 1802 1995 (rest.) |           | bij Sânwei 21                             | 53° 13' 41" NB, 5° 39' 14" OL | 28578 | Meer afbeeldingen |
| Verhoogde woonplaats                                                | Archeologisch monument    | middeleeuwen      |           | bij hoek Kleasterdyk en Klooster Anjum    | 53° 13' 54" NB, 5° 36' 51" OL | 45676 | Upload foto       |
| Verhoogde woonplaatsen                                              | Archeologisch monument    | middeleeuwen      |           | bij Kleasterdyk 1                         | 53° 14' 19" NB, 5° 37' 53" OL | 45677 | Upload foto       |
| Terrein met een verhoogde woonplaats en de resten van een stinswier | Archeologisch monument    | middeleeuwen      |           | bij het zuidelijke eind van de Bûtenpôle  | 53° 13' 51" NB, 5° 39' 52" OL | 45684 | Meer afbeeldingen |
| Huisterp                                                            | Archeologisch monument    | middeleeuwen      |           | bij het noordelijke eind van de Bûtenpôle | 53° 14' 14" NB, 5° 39' 12" OL | 45686 | Upload foto       |

## Blessum
De plaats Blessum telt vijf inschrijvingen in het rijksmonumentenregister.
| Object | Oorspronkelijke functie? | Bouwjaar | Architect | Locatie                         | Coördinaten?                  | Nr.?  | Afbeelding |
| --- | ------------------------ | --- | --------- | ------------------------------- | ----------------------------- | ----- | --- |
| Terphûs | Boerderij                | 1823 |           | Blessumerdyk 2                  | 53° 10' 56" NB, 5° 43' 6" OL  | 28579 | Terphûs |
| Ringiastate, hekpijlers                                                                                           | Erfscheiding             | vroege 18e eeuw |           | bij Buorren 1                   | 53° 10' 51" NB, 5° 42' 29" OL | 28580 | Ringiastate, hekpijlers                                                                                           |
| Mariakerk. Hervormde kerk en toren op kerkhof                                                                     | Kerk en kerkonderdeel    | toren: 13e of vroege 14e eeuw, in 1879 ommetseld en van nieuwe spits voorzien kerk: 14e eeuw (delen van koor en schip), ged. vernieuwd ca. 1500, ingang uit vroege 16e eeuw, verb. mog. rond 1860 |           | Buorren 2                       | 53° 10' 51" NB, 5° 42' 37" OL | 28581 | Meer afbeeldingen                                                                                                 |
| Eenvoudige kop-romp-boerderij met zeer hoge schuur en woondeel met houten deklijst en versierde schoorsteenborden | Boerderij                | ca. 1850 (woondeel) |           | Buorren 3                       | 53° 10' 53" NB, 5° 42' 35" OL | 28582 | Eenvoudige kop-romp-boerderij met zeer hoge schuur en woondeel met houten deklijst en versierde schoorsteenborden |
| Terp | Archeologisch monument   | begin jaartelling |           | tussen It Súd en het Ringiapaad | 53° 10' 50" NB, 5° 42' 36" OL | 45660 | Upload foto |

## Boer
De plaats Boer telt 2 inschrijvingen in het rijksmonumentenregister.
| Object                             | Oorspronkelijke functie? | Bouwjaar                                                             | Architect | Locatie    | Coördinaten?                  | Nr.?  | Afbeelding        |
| ---------------------------------- | ------------------------ | -------------------------------------------------------------------- | --------- | ---------- | ----------------------------- | ----- | ----------------- |
| Voorm. pastorie                    | Woonhuis                 | mog. 16e of vroege 17e eeuw                                          |           | Miedweg 2  | 53° 12' 55" NB, 5° 33' 53" OL | 15849 | Meer afbeeldingen |
| Mariakerk. Hervormde kerk en toren | Kerk en kerkonderdeel    | oorspr. verm. vroege 12e eeuw 16e eeuw (verb.) 1664 (ingangsportaal) |           | Oude Weg 1 | 53° 12' 55" NB, 5° 33' 58" OL | 15850 | Meer afbeeldingen |

## Boksum
De plaats Boksum telt 7 inschrijvingen in het rijksmonumentenregister.
| Object | Oorspronkelijke functie? | Bouwjaar                                                                                       | Architect | Locatie                                                      | Coördinaten?                  | Nr.?   | Afbeelding             |
| --- | ------------------------ | ---------------------------------------------------------------------------------------------- | --------- | ------------------------------------------------------------ | ----------------------------- | ------ | ---------------------- |
| Kop-hals-rompboerderij met onderkelderd voorhuis met zesruitsvensters, kleine topvensters met kruisvormige roeden en schoorsteenborden | Boerderij                | waarsch. 1815 (voorhuis) 1870 (schuur)                                                         |           | Hegedyk 1                                                    | 53° 10' 49" NB, 5° 43' 57" OL | 28583  | Meer afbeeldingen      |
| Sint-Margaretakerk Hervormde kerk en kerkhof                                                                                           | Kerk en kerkonderdeel    | 12e eeuw (schip) verbouwd in de vroege 14e, 15e en 16e eeuw herbouwd in 1843 ommetseld in 1879 |           | Sint Margrietwei 1                                           | 53° 10' 37" NB, 5° 43' 36" OL | 28584  | Meer afbeeldingen      |
| Eenvoudige kop-hals-rompboerderij met voorhuis tussen topgevels onder zadeldak met schoorsteen                                         | Boerderij                | ca. 1860 (schuur)                                                                              |           | Oedsmawei 11                                                 | 53° 10' 37" NB, 5° 43' 45" OL | 28585  | Meer afbeeldingen      |
| Verhoogd stinsterrein | Archeologisch monument   | middeleeuwen                                                                                   |           | tussen de Hegedyk en de Tiltsjedyk                           | 53° 10' 46" NB, 5° 43' 53" OL | 45657  | Upload foto            |
| Terp | Archeologisch monument   | begin jaartelling                                                                              |           | zuidelijk van de kerk ten westen van het Heechpaad           | 53° 10' 35" NB, 5° 43' 37" OL | 45658  | Upload foto            |
| Verhoogd terrein waarin overblijfselen van een kloostervoorwerk                                                                        | Archeologisch monument   | middeleeuwen                                                                                   |           | westelijk van de Hegedyk tussen de Tiltsjedyk en het tolhuis | 53° 10' 38" NB, 5° 44' 3" OL  | 45659  | Upload foto            |
| Voorm. tolhuis | Overheidsgebouw          | ca. 1825                                                                                       |           | Hegedyk 8                                                    | 53° 10' 31" NB, 5° 44' 8" OL  | 508682 | Tolhuis Voorm. tolhuis |

## Deinum
De plaats Deinum telt 2 inschrijvingen in het rijksmonumentenregister.
| Object                                         | Oorspronkelijke functie? | Bouwjaar                                                                                       | Architect | Locatie           | Coördinaten?                  | Nr.?  | Afbeelding        |
| ---------------------------------------------- | ------------------------ | ---------------------------------------------------------------------------------------------- | --------- | ----------------- | ----------------------------- | ----- | ----------------- |
| Hervormde kerk, toren en kerkhof (op terprest) | Kerk en kerkonderdeel    | oorspr. 13e eeuw (schip) 1550-'67 (toren) 1589 (spits) 1868 (rest. toren) 1989 (herstel spits) |           | Tsjerkepaed 3     | 53° 11' 34" NB, 5° 43' 21" OL | 28586 | Meer afbeeldingen |
| Terp                                           | Archeologisch monument   | begin jaartelling                                                                              |           | bij Tsjerkepaed 3 | 53° 11' 34" NB, 5° 43' 22" OL | 45656 | Meer afbeeldingen |

## Dongjum
De plaats Dongjum (Doanjum) telt 8 inschrijvingen in het rijksmonumentenregister. Zie Lijst van rijksmonumenten in Dongjum voor een overzicht.

## Dronrijp
De plaats Dronrijp telt 41 inschrijvingen in het rijksmonumentenregister. Zie Lijst van rijksmonumenten in Dronrijp voor een overzicht.

## Engelum
De plaats Engelum telt 2 inschrijvingen in het rijksmonumentenregister.
| Object                                                    | Oorspronkelijke functie? | Bouwjaar                                                                                                  | Architect | Locatie                                  | Coördinaten?                  | Nr.?   | Afbeelding        |
| --------------------------------------------------------- | ------------------------ | --- | --------- | ---------------------------------------- | ----------------------------- | ------ | ----------------- |
| Kerk van Engelum (Nederlands Hervormd) op omheind kerkhof | Kerk en kerkonderdeel    | mog. middeleeuws (kern toren) 1773 (herbouw kerk) 1887 (herbouw toren) 1980 (rest. kerk na brand in 1975) |           | Tsjerkeleane 4                           | 53° 13' 30" NB, 5° 42' 51" OL | 28613  | Meer afbeeldingen |
| Terp                                                      | Archeologisch monument   | begin jaartelling                                                                                         |           | noordelijk van het einde van de Tilledyk | 53° 13' 31" NB, 5° 43' 34" OL | 354375 | Upload foto       |

## Firdgum
De plaats Firdgum (Furdgum) telt 8 inschrijvingen in het rijksmonumentenregister. Zie Lijst van rijksmonumenten in Firdgum voor een overzicht.

## Franeker
De plaats Franeker (Frjentsjer) telt 178 inschrijvingen in het rijksmonumentenregister. Zie Lijst van rijksmonumenten in Franeker voor een overzicht.

## Herbaijum
De plaats Herbaijum (Hjerbeam) telt 3 inschrijvingen in het rijksmonumentenregister.
| Object | Oorspronkelijke functie?  | Bouwjaar                      | Architect | Locatie        | Coördinaten?                 | Nr.?  | Afbeelding |
| --- | ------------------------- | ----------------------------- | --------- | -------------- | ---------------------------- | ----- | --- |
| Kerk van Herbaijum | Kerk en kerkonderdeel     | oorspr. 13e eeuw 1872 (herb.) |           | Kerkstraat 2   | 53° 11' 6" NB, 5° 29' 43" OL | 15854 | Meer afbeeldingen |
| Poortgebouw Sickema State (restant)                                                                                   | Bijgebouwen kastelen enz. | mog. 16e eeuw 1975 (herstel)  |           | bij Rijksweg 4 | 53° 11' 3" NB, 5° 29' 52" OL | 15855 | Meer afbeeldingen |
| Kop-hals-rompboerderij met voorhuis met omgaande goot onder zadeldak tussen puntgevels met schoorstenen waarop borden | Boerderij                 |                               |           | Rijksweg 11    | 53° 11' 3" NB, 5° 29' 33" OL | 15856 | Kop-hals-rompboerderij met voorhuis met omgaande goot onder zadeldak tussen puntgevels met schoorstenen waarop borden |

## Hitzum
De plaats Hitzum (Hitsum) telt 3 inschrijvingen in het rijksmonumentenregister.
| Object                                                                                  | Oorspronkelijke functie? | Bouwjaar                                                            | Architect         | Locatie     | Coördinaten?                 | Nr.?   | Afbeelding        |
| --------------------------------------------------------------------------------------- | ------------------------ | ------------------------------------------------------------------- | ----------------- | ----------- | ---------------------------- | ------ | ----------------- |
| Stolpboerderij met ingang in het midden, zesruitsvensters en onderkelderde rechterhelft | Boerderij                | 1850-1900                                                           |                   | Oude Weg 3  | 53° 9' 55" NB, 5° 30' 52" OL | 15858  | Meer afbeeldingen |
| Kerk van Hitzum (Hervormde kerk en toren)                                               | Kerk en kerkonderdeel    | 1819 (toren) 1883 (kerk, consistoriekamer) 1951 (ommetseling toren) | M. Hofstra (1883) | Kerkbuurt 1 | 53° 9' 58" NB, 5° 31' 10" OL | 512687 | Meer afbeeldingen |
| Alde Pleats                                                                             | Boerderij                | 1855                                                                |                   | Molenweg 1  | 53° 10' 4" NB, 5° 31' 15" OL | 512697 | Meer afbeeldingen |

## Marssum
De plaats Marssum telt 11 inschrijvingen in het rijksmonumentenregister. Zie Lijst van rijksmonumenten in Marssum voor een overzicht.

## Menaldum
De plaats Menaldum telt 23 inschrijvingen in het rijksmonumentenregister. Zie Lijst van rijksmonumenten in Menaldum voor een overzicht.

## Minnertsga
De plaats Minnertsga (Bildts: Minnertska, Fries: Minnertsgea) telt 13 inschrijvingen in het rijksmonumentenregister. Zie Lijst van rijksmonumenten in Minnertsga voor een overzicht.

## Oosterbierum
De plaats Oosterbierum (Easterbierrum) telt 6 inschrijvingen in het rijksmonumentenregister.
| Object | Oorspronkelijke functie? | Bouwjaar | Architect | Locatie                                             | Coördinaten?                  | Nr.?  | Afbeelding        |
| --- | ------------------------ | --- | --------- | --------------------------------------------------- | ----------------------------- | ----- | ----------------- |
| Sint-Joriskerk. Hervormde kerk en toren                                                                                     | Kerk en kerkonderdeel    | ca. 1200 (westzijde schip) 14e eeuw (oostzijde schip) 16e eeuw (toren, verb. schip) 1709 (consistorie) 1860 (noordingang) 1990 (rest. toren) |           | Haerdawei 1                                         | 53° 14' 2" NB, 5° 30' 41" OL  | 8637  | Meer afbeeldingen |
| Kleine kop-hals-rompboerderij met zeer korte hals, voorhuis onder hoog zadeldak tussen topgevels en met riet gedekte schuur | Boerderij                | 1774 |           | Hoarnestreek 19                                     | 53° 14' 24" NB, 5° 30' 22" OL | 8638  | Meer afbeeldingen |
| Terp | Archeologisch monument   | vroege middeleeuwen |           | ten oosten van de Konkelswei nabij de Lidlumerwei   | 53° 14' 11" NB, 5° 31' 2" OL  | 45219 | Upload foto       |
| Terp | Archeologisch monument   | vroege middeleeuwen |           | ten oosten van de Buorren                           | 53° 14' 8" NB, 5° 30' 46" OL  | 45220 | Upload foto       |
| Terp | Archeologisch monument   | vroege middeleeuwen |           | ten noorden van het begin van de Haerdawei          | 53° 14' 3" NB, 5° 30' 27" OL  | 45221 | Terp              |
| Terp | Archeologisch monument   | middeleeuwen |           | aan de Hoarnestreek bij het einde van de Kapellewei | 53° 14' 48" NB, 5° 31' 21" OL | 45240 | Meer afbeeldingen |

## Oudebildtzijl
De plaats Oudebildtzijl (Bildts: Ouwe-Syl, Fries: Aldebiltsyl) telt 4 inschrijvingen in het rijksmonumentenregister.
| Object                                                                                                | Oorspronkelijke functie? | Bouwjaar                       | Architect | Locatie               | Coördinaten?                  | Nr.?  | Afbeelding        |
| --- | ------------------------ | ------------------------------ | --------- | --------------------- | ----------------------------- | ----- | ----------------- |
| Kop-hals-romptype met lang voorhuis met vensters met roedenverdeling en omlijste ingang in het midden | Boerderij                |                                |           | Oudebildtdijk 93      | 53° 17' 53" NB, 5° 41' 51" OL | 9528  | Meer afbeeldingen |
| Onderkelderde woning onder schilddak met hoekschoorstenen                                             | Woonhuis                 |                                |           | Leijsterstreek 1      | 53° 18' 1" NB, 5° 43' 8" OL   | 9533  | Meer afbeeldingen |
| Kop-hals-rompboerderij met schuur                                                                     | Boerderij                | 1767 (schuur, voorhuis jonger) |           | Koedijk 1             | 53° 18' 47" NB, 5° 44' 44" OL | 15624 | Upload foto       |
| Julianakerk (Doopsgezinde kerk)                                                                       | Kerk en kerkonderdeel    | 1806 1909 (toren)              |           | Ds. Schuilingstraat 6 | 53° 18' 3" NB, 5° 43' 5" OL   | 46547 | Meer afbeeldingen |

## Peins
De plaats Peins telt 6 inschrijvingen in het rijksmonumentenregister.
| Object                                                                       | Oorspronkelijke functie? | Bouwjaar                                                        | Architect | Locatie       | Coördinaten?                  | Nr.?  | Afbeelding                                                                   |
| ---------------------------------------------------------------------------- | ------------------------ | --------------------------------------------------------------- | --------- | ------------- | ----------------------------- | ----- | ---------------------------------------------------------------------------- |
| Pand onder zadeldak tegen voortopgevel (vormt een geheel met de nrs. 3 en 5) | Woonhuis                 |                                                                 |           | Dorpsstraat 1 | 53° 12' 21" NB, 5° 35' 41" OL | 15859 | Pand onder zadeldak tegen voortopgevel (vormt een geheel met de nrs. 3 en 5) |
| Pand onder zadeldak (vormt een geheel met de nrs. 1 en 5)                    | Woonhuis                 |                                                                 |           | Dorpsstraat 3 | 53° 12' 21" NB, 5° 35' 41" OL | 15860 | Pand onder zadeldak (vormt een geheel met de nrs. 1 en 5)                    |
| Pand onder zadeldak (vormt een geheel met de nrs. 1 en 3)                    | Woonhuis                 |                                                                 |           | Dorpsstraat 5 | 53° 12' 21" NB, 5° 35' 40" OL | 15861 | Pand onder zadeldak (vormt een geheel met de nrs. 1 en 3)                    |
| Sint-Gertrudiskerk (Hervormde kerk)                                          | Kerk en kerkonderdeel    | ca. 1300 (noord- en zuidmuur) 1865 (verb.) ca. 1910 (westgevel) |           | Dorpsstraat 2 | 53° 12' 21" NB, 5° 35' 42" OL | 15862 | Meer afbeeldingen                                                            |
| Pand onder zadeldak evenwijdig aan de straat tussen topgevels                | Woonhuis                 |                                                                 |           | Kerkstraat 1  | 53° 12' 22" NB, 5° 35' 41" OL | 15863 | Pand onder zadeldak evenwijdig aan de straat tussen topgevels                |
| Pand onder schilddak met hoekschoorstenen                                    | Woonhuis                 |                                                                 |           | Kerkstraat 2  | 53° 12' 21" NB, 5° 35' 44" OL | 15864 | Pand onder schilddak met hoekschoorstenen                                    |

## Pietersbierum
De plaats Pietersbierum (Pitersbierrum) telt 8 inschrijvingen in het rijksmonumentenregister. Zie Lijst van rijksmonumenten in Pietersbierum voor een overzicht.

## Ried
De plaats Ried (Rie) telt 6 inschrijvingen in het rijksmonumentenregister.
| Object                                                              | Oorspronkelijke functie? | Bouwjaar                                                 | Architect                        | Locatie                                                 | Coördinaten?                  | Nr.?   | Afbeelding                                                          |
| ------------------------------------------------------------------- | ------------------------ | -------------------------------------------------------- | -------------------------------- | ------------------------------------------------------- | ----------------------------- | ------ | ------------------------------------------------------------------- |
| Walburgakerk (hervormde kerk) op verhoogd kerkhof                   | Kerk en kerkonderdeel    | 1625 (toren) 1653 (kerk) ca. 1870 (kerkhof) 1871 (verb.) | A. Ede (1625) J.B. Roorda (1870) | Kerkpad 1                                               | 53° 13' 23" NB, 5° 35' 23" OL | 15865  | Meer afbeeldingen                                                   |
| Eenvoudig pand met zesruitsvensters aan de ringweg rond het kerkhof | Woonhuis                 |                                                          |                                  | Kerkpad 2                                               | 53° 13' 23" NB, 5° 35' 22" OL | 15866  | Eenvoudig pand met zesruitsvensters aan de ringweg rond het kerkhof |
| Terp                                                                | Archeologisch monument   | middeleeuwen                                             |                                  | ten noorden van het westelijke einde van Kleaster Anjum | 53° 13' 43" NB, 5° 36' 13" OL | 45675  | Upload foto                                                         |
| Boerderij in eclectische stijl                                      | Boerderij                | 1861 (voorhuis, stal verm. ouder)                        |                                  | Hoofdstraat 2                                           | 53° 13' 22" NB, 5° 35' 22" OL | 512671 | Boerderij in eclectische stijl                                      |
| Koetshuis met art-nouveau-elementen                                 | Opslag                   | ca. 1900                                                 |                                  | bij Hoofdstraat 2                                       | 53° 13' 22" NB, 5° 35' 22" OL | 512672 | Upload foto                                                         |
| Betonnen brug over de Oude Rietstroom                               | Brug                     | ca. 1920                                                 |                                  | bij Dongjumerweg 10                                     | 53° 13' 21" NB, 5° 34' 57" OL | 512686 | Upload foto                                                         |

## Schalsum
De plaats Schalsum (Skalsum) telt 2 inschrijvingen in het rijksmonumentenregister.
| Object                                | Oorspronkelijke functie?  | Bouwjaar                                                                                             | Architect | Locatie              | Coördinaten?                  | Nr.?  | Afbeelding        |
| ------------------------------------- | ------------------------- | --- | --------- | -------------------- | ----------------------------- | ----- | ----------------- |
| Nicolaaskerk, hervormde kerk en toren | Kerk en kerkonderdeel     | midden 13e eeuw (koor, schip) mog. 13e/14e eeuw (toren) 16e eeuw (verb.) 19e eeuw (renov. noordmuur) |           | Kerkstraat 4         | 53° 11' 55" NB, 5° 34' 14" OL | 15867 | Meer afbeeldingen |
| De Schalsumermolen                    | Industrie- en poldermolen | 1801 1979 (rest.)                                                                                    |           | bij Rijksstraatweg 9 | 53° 11' 42" NB, 5° 35' 25" OL | 15880 | Meer afbeeldingen |

## Schingen
De plaats Schingen telt 3 inschrijvingen in het rijksmonumentenregister.
| Object | Oorspronkelijke functie? | Bouwjaar          | Architect | Locatie                           | Coördinaten?                  | Nr.?  | Afbeelding  |
| ------ | ------------------------ | ----------------- | --------- | --------------------------------- | ----------------------------- | ----- | ----------- |
| Terp   | Archeologisch monument   | begin jaartelling |           | bij Buorren 23                    | 53° 12' 8" NB, 5° 37' 3" OL   | 45672 | Upload foto |
| Terp   | Archeologisch monument   | begin jaartelling |           | aan het einde van de Wobbemaleane | 53° 11' 58" NB, 5° 36' 59" OL | 45673 | Upload foto |
| Terp   | Archeologisch monument   | begin jaartelling |           | tussen de Alddyk en de A31        | 53° 11' 58" NB, 5° 36' 35" OL | 45674 | Upload foto |

## Sexbierum
De plaats Sexbierum (Seisbierrum) telt 21 inschrijvingen in het rijksmonumentenregister. Zie Lijst van rijksmonumenten in Sexbierum voor een overzicht.

## Spannum
De plaats Spannum telt 4 inschrijvingen in het rijksmonumentenregister.
| Object | Oorspronkelijke functie? | Bouwjaar | Architect | Locatie              | Coördinaten?                 | Nr.?   | Afbeelding        |
| --- | ------------------------ | --- | --------- | -------------------- | ---------------------------- | ------ | ----------------- |
| Boerderij met dwarshuis met omlijste ingang en consoleparen aan de gootlijst onder schilddak met twee hoekschoorstenen waarop versierde borden | Boerderij                | ca. 1865 |           | Tsjerkebuorren 1     | 53° 8' 34" NB, 5° 36' 28" OL | 21558  | Meer afbeeldingen |
| Hervormde kerk en toren | Kerk en kerkonderdeel    | eind 15e eeuw (toren) ca. 1500 (kerk) 1726 (top toren) 1742 (herstel toren) 1850-1900 (beklamping koor en zuidgevel) |           | Tsjerkebuorren 8     | 53° 8' 37" NB, 5° 36' 27" OL | 21559  | Meer afbeeldingen |
| Kop-hals-rompboerderij met stenen schuurtje met zadeldak en windveren                                                                          | Boerderij                | ca. 1865 |           | Tsjerkebuorren 16    | 53° 8' 35" NB, 5° 36' 21" OL | 21560  | Meer afbeeldingen |
| Hervormde kerk, stookhok | Boerderij                | 1910 |           | bij Tsjerkebuorren 8 | 53° 8' 37" NB, 5° 36' 27" OL | 516353 | Upload foto       |

## Sint Annaparochie
De plaats Sint Annaparochie (Bildts, Fries: Sint Anne) telt 16 inschrijvingen in het rijksmonumentenregister. Zie Lijst van rijksmonumenten in Sint Annaparochie voor een overzicht.

## Sint Jacobiparochie
De plaats Sint Jacobiparochie (Bildts, Fries: Sint Jabik) telt 14 inschrijvingen in het rijksmonumentenregister. Zie Lijst van rijksmonumenten in Sint Jacobiparochie voor een overzicht.

## Slappeterp
De plaats Slappeterp telt 4 inschrijvingen in het rijksmonumentenregister.
| Object                        | Oorspronkelijke functie? | Bouwjaar          | Architect   | Locatie                                                   | Coördinaten?                  | Nr.?   | Afbeelding        |
| ----------------------------- | ------------------------ | ----------------- | ----------- | --------------------------------------------------------- | ----------------------------- | ------ | ----------------- |
| Terp                          | Archeologisch monument   | begin jaartelling |             | ca. 500 m oostelijk van het dorp bij de Slappeterpsterdyk | 53° 13' 1" NB, 5° 37' 52" OL  | 45668  | Upload foto       |
| Terp                          | Archeologisch monument   | begin jaartelling |             | bij Menamerdyk 3                                          | 53° 12' 49" NB, 5° 37' 13" OL | 45669  | Upload foto       |
| Terp                          | Archeologisch monument   | begin jaartelling |             | ten oosten van het begin van de Kleasterdyk               | 53° 12' 56" NB, 5° 37' 31" OL | 45671  | Upload foto       |
| Dionysiuskerk met toren (PKN) | Kerk en kerkonderdeel    | 1926-'27          | H.H. Kramer | Menamerdyk 3                                              | 53° 12' 49" NB, 5° 37' 12" OL | 508684 | Meer afbeeldingen |

## Tzum
De plaats Tzum (Tsjom) telt 10 inschrijvingen in het rijksmonumentenregister. Zie Lijst van rijksmonumenten in Tzum voor een overzicht.

## Tzummarum
De plaats Tzummarum (Tsjummearum) telt 24 inschrijvingen in het rijksmonumentenregister. Zie Lijst van rijksmonumenten in Tzummarum voor een overzicht.

## Vrouwenparochie
De plaats Vrouwenparochie (Bildts: Froubuurt, Fries: Froubuorren) telt 9 inschrijvingen in het rijksmonumentenregister. Zie Lijst van rijksmonumenten in Vrouwenparochie voor een overzicht.

## Welsrijp
De plaats Welsrijp telt 5 inschrijvingen in het rijksmonumentenregister.
| Object | Oorspronkelijke functie? | Bouwjaar                                                                          | Architect | Locatie            | Coördinaten?                 | Nr.?   | Afbeelding |
| --- | ------------------------ | --------------------------------------------------------------------------------- | --------- | ------------------ | ---------------------------- | ------ | --- |
| Grote kop-rompboerderij met alleen achteraan onderkelderd voorhuis, gepleisterde topgevel met gesloten top met kleine lichtopeningen en omlopende houten goot | Boerderij                | 1676                                                                              |           | Oasterein 4        | 53° 10' 6" NB, 5° 36' 35" OL | 21563  | Grote kop-rompboerderij met alleen achteraan onderkelderd voorhuis, gepleisterde topgevel met gesloten top met kleine lichtopeningen en omlopende houten goot |
| Ursulakerk (Hervormde kerk) op kerkhof | Kerk en kerkonderdeel    | oorspr. ca. 1200 verm. 18e eeuw (noordgevel) verm. 1892 (toren, ommetseling kerk) |           | Lytse Buorren 2    | 53° 10' 6" NB, 5° 36' 27" OL | 21564  | Meer afbeeldingen |
| Pand onder zadeldak tussen twee topgevels met waterlijsten, beitelingen langs de zijden en ieder twee kleine lichtopeningen met luiken                        | Woonhuis                 |                                                                                   |           | Lytse Buorren 20   | 53° 10' 3" NB, 5° 36' 24" OL | 21565  | Pand onder zadeldak tussen twee topgevels met waterlijsten, beitelingen langs de zijden en ieder twee kleine lichtopeningen met luiken                        |

Waadhoeke

| Kop-hals-rompboerderij | Boerderij                | 1870                                                                              |           | Westerein 20       | 53° 9' 54" NB, 5° 35' 43" OL | 21566  | Kop-hals-rompboerderij |
| Betonnen voetgangersbrug over de Franekervaart | Brug                     | ca. 1925                                                                          |           | bij 't Heechhout 1 | 53° 10' 7" NB, 5° 36' 6" OL  | 516352 | Betonnen voetgangersbrug over de Franekervaart |

## Westhoek
De plaats Westhoek telt 4 inschrijvingen in het rijksmonumentenregister.
| Object | Oorspronkelijke functie? | Bouwjaar       | Architect | Locatie            | Coördinaten?                  | Nr.? | Afbeelding        |
| --- | ------------------------ | -------------- | --------- | ------------------ | ----------------------------- | ---- | ----------------- |
| Kop-hals-rompboerderij met lang voorhuis met kelder in het midden                                               | Boerderij                | 1778           |           | Oudebildtdijk 1059 | 53° 16' 48" NB, 5° 34' 55" OL | 9517 | Meer afbeeldingen |
| Kop-hals-rompboerderij met voorhuis tussen topgevels waarvan de voorste met waterslagen vlechtingen             | Boerderij                | 1699           |           | Oudebildtdijk 1115 | 53° 16' 39" NB, 5° 34' 30" OL | 9518 | Meer afbeeldingen |
| Kop-hals-rompboerderij met in het midden onderkelderd voorhuis met gevelsteen en roedenverdeling in de vensters | Boerderij                | begin 19e eeuw |           | Oudebildtdijk 976  | 53° 17' 4" NB, 5° 35' 28" OL  | 9519 | Meer afbeeldingen |
| Strandhuis van het voorm. zeewerende "Waterschap Het Oude Bildt"                                                | Woonhuis                 | rond 1880      |           | Oudebildtdijk 1222 | 53° 16' 19" NB, 5° 33' 30" OL | 9520 | Meer afbeeldingen |

## Wier
De plaats Wier telt 4 inschrijvingen in het rijksmonumentenregister.
| Object                                    | Oorspronkelijke functie? | Bouwjaar                                                               | Architect         | Locatie                                           | Coördinaten?                  | Nr.?  | Afbeelding        |
| ----------------------------------------- | ------------------------ | ---------------------------------------------------------------------- | ----------------- | ------------------------------------------------- | ----------------------------- | ----- | ----------------- |
| Ioannis Theaterkerk Wier (Hervormde kerk) | Kerk en kerkonderdeel    | waarsch. midden 12e eeuw (kerk) 18e/19e eeuw (verb. kerk) 1881 (toren) | F. Brouwer (1881) | Tsjerkepaed 24                                    | 53° 15' 4" NB, 5° 37' 21" OL  | 28626 | Meer afbeeldingen |
| Terp                                      | Archeologisch monument   | middeleeuwen of ouder                                                  |                   | ten zuiden van de Binnemaleane bij de Gernierswei | 53° 14' 38" NB, 5° 37' 36" OL | 45678 | Upload foto       |
| Terp                                      | Archeologisch monument   | begin jaartelling                                                      |                   | ten zuiden van het Tsjerkepaed bij de Hegedyk     | 53° 15' 3" NB, 5° 37' 35" OL  | 45679 | Upload foto       |
| Terp                                      | Archeologisch monument   | begin jaartelling                                                      |                   | tussen Tsjerkepaed en Lautawei                    | 53° 15' 4" NB, 5° 37' 20" OL  | 45680 | Upload foto       |

## Winsum
De plaats Winsum telt 3 inschrijvingen in het rijksmonumentenregister.
| Object | Oorspronkelijke functie?  | Bouwjaar                                           | Architect | Locatie              | Coördinaten?                 | Nr.? | Afbeelding        |
| --- | ------------------------- | -------------------------------------------------- | --------- | -------------------- | ---------------------------- | ---- | ----------------- |
| Kop-hals-rompboerderij in gele Friese steen onder door pannen gedekt zadeldak met twee schoorstenen en met jongere aanbouw onder schilddak | Boerderij                 | 18e eeuw                                           |           | Boskdyk 4            | 53° 9' 18" NB, 5° 37' 54" OL | 8526 | Meer afbeeldingen |
| Hekwerk om kerkhof van Mariakerk | Erfscheiding              | late 19e eeuw                                      |           | bij Tsjerkebuorren 1 | 53° 9' 10" NB, 5° 37' 58" OL | 8527 | Meer afbeeldingen |
| Langwert | Industrie- en poldermolen | circa 1866 1978-'79 (plaatsing op huidige locatie) |           | Bruggeburen          | 53° 8' 47" NB, 5° 38' 20" OL | 8529 | Meer afbeeldingen |

## Zweins
De plaats Zweins (Sweins) telt 2 inschrijvingen in het rijksmonumentenregister.
| Object                                                        | Oorspronkelijke functie? | Bouwjaar        | Architect | Locatie        | Coördinaten?                  | Nr.?  | Afbeelding        |
| ------------------------------------------------------------- | ------------------------ | --------------- | --------- | -------------- | ----------------------------- | ----- | ----------------- |
| Reginakerk (Hervormde kerk)                                   | Kerk en kerkonderdeel    | 1783            |           | Hoofdweg 1     | 53° 11' 29" NB, 5° 36' 20" OL | 15878 | Meer afbeeldingen |
| Portierswoning van de voorm. Kingma State met tuinmuurrestant | Woonhuis                 | 1657 (tuinmuur) |           | Kingmatille 11 | 53° 11' 3" NB, 5° 36' 18" OL  | 15879 | Meer afbeeldingen |

Achtkarspelen ·
Ameland ·
Dantumadeel ·
De Friese Meren ·
Harlingen ·
Heerenveen ·
Leeuwarden ·
Noardeast-Fryslân ·
Ooststellingwerf ·
Opsterland ·
Schiermonnikoog ·
Smallingerland ·
Súdwest-Fryslân ·
Terschelling ·
Tietjerksteradeel ·
Vlieland ·
Waadhoeke ·
Weststellingwerf